# Det djävulska ögat
Det djävulska ögat (engelska: Eye of the Devil) är en brittisk skräckfilm från 1966 i regi av J. Lee Thompson. Filmen är baserad på Robin Estridges roman Day of the Arrow från 1964. I huvudrollerna ses Deborah Kerr, David Niven, Donald Pleasence, Sharon Tate och David Hemmings.

## Rollista i urval
- Deborah Kerr – Catherine de Montfaucon, Markisinnan de Bellenac
- David Niven – Philippe de Montfaucon, Markis de Bellenac
- Flora Robson – grevinnan Estelle, Alains syster
- Donald Pleasence – Père Dominic
- David Hemmings – Christian de Caray
- Sharon Tate – Odile de Caray
- Edward Mulhare – Jean-Claude Ibert
- Emlyn Williams – Alain de Montfaucon, Philippes far